# حادث قطار منفلوط
حادث قطار منفلوط وقع يوم 17 نوفمبر 2012 عند مزلقان قرية المندرة التابعة لمركز منفلوط بمحافظة أسيوط، واصطدم فيه قطار تابع لسكك حديد مصر بحافلة مدرسية. راح ضحيته نحو 50 تلميذًا إضافة إلى سائق الحافلة ومُدرّسة كانت برفقة التلاميذ.
سبقه حادث آخر وقع قبله بأيام وهو تصادم قطاري الفيوم، وقد أدى هذا الحادث الثاني إلى استقالة وزير النقل محمد رشاد المتيني ورئيس هيئة السكك الحديدية مصطفى قناوي. كما أحال رئيس مصر محمد مرسي الأخيرَ للتحقيق، وسط حالة من الغضب الشعبي، كما عزّى ضحايا الحادث في خطاب مُتلفز وتوعّد بملاحقة المسئولين عن الحادث قضائيًا.
وقد أرسلت القوات المسلحة المصرية طائرات خاصة لنقل الجرحى إلى مستشفيات القاهرة في محاولة لتقليل عدد الضحايا، نظرًا لتردي الخدمات الصحية بالمحافظات الريفية مقارنة بمثيلاتها بالقاهرة.
وقد وصلت جهات التحقيق إلى مكان الحادث، وألقي القبض على عامل المزلقان، الذي اتهمه محافظ أسيوط يحيى كشك بالمسؤولية عن الحادث، حيث ترك المزلقان مفتوحًا فيما كان القطار يهمّ بالعبور، وفي الوقت نفسه تصادف مرور حافلة المدرسة، أكملت طريقها بعد أن وجد سائقها المزلقان مفتوحًا.
وفي أعقاب الحادث قام رئيس الوزراء هشام قنديل بزيارة تفقد فيها المصابين في مستشفى أسيوط الجامعي وموقع الحادث، رافقه فيها وزير الداخلية أحمد جمال ومحافظ أسيوط يحيي كشك. وخلال زيارته للمستشفي، تعرض الوفد لاعتراضات وانتقادات شديدة من قبل أهالي المصابين، الذين هتفوا ضده مطالبينه بالرحيل، مما اضطر قوات الأمن لعمل كردون أمني لمنع المتظاهرين من الوصول إليه.
وقد اتهم بعض أهالي الشهداء رموز إعلامية بتوظيف الحادثة سياسيا، كما اتهموا مصطفى قناوي بمحاولة تزييف الحقائق.